# Tactiek (management)
In het management is een tactiek een plan voor de inzet van middelen en de wegen om een bepaald doel te bereiken.
Er wordt gedetailleerd gekozen uit alternatieven. Tactische beslissingen lopen over een middellange periode, één tot vijf jaar. De beslissingen die op tactisch niveau genomen worden moeten bijdragen aan de strategie op langere termijn. Beslissingen over bijvoorbeeld prijzen zijn tactisch; over producten strategisch. Een tactiek bestaat op haar beurt weer uit meerdere operationele beslissingen op kortere termijn. Het bevindt zich dus, qua tijd en omvang, tussen de strategie en de operationele beslissingen in. We zien aldus dat het operationele en tactische niveau op dit maatschappelijk terrein van plaats gewisseld zijn en dat een tactiek hier geen methode is maar een plan.
In een organisatie worden tactische beslissingen vooral genomen in het middle management.